# Lover Fest
Lover Fest este un turneu de concerte anulat al cântautorului american Taylor Swift . Constând din 16 spectacole pe trei continente, turneul urma să înceapă pe 20 iunie 2020, în Werchter⁠(d), Belgia, și trebuia să se încheie pe 1 august 2020, în Foxborough, Massachusetts⁠(d), SUA.
Anunțat după lansarea celui de-al șaptelea album al ei de studio, Lover (2019), Lover Fest este primul turneu de festival al lui Swift. Durata fiecărui spectacol este necunoscută, ca și setlist-ul.
Turneul a înregistrat o cerere și vânzări de bilete fără precedent. Turul a susținut economiile, afacerile și turismul din întreaga lume; ciclurile de știri dominate și implicarea în rețelele sociale; și a strâns tributuri și laude de la diferite guverne și organizații.

## Fundal
Taylor Swift a anunțat turneul la scurt timp după ce și-a lansat albumul Lover (album) . Swift a exprimat într-un interviu că nu vrea să continue să lanseze albume și să plece în turneu pentru ele.  Pentru că mama ei avea cancer la acea vreme, ea nu a vrut să stea departe de casă pentru o perioadă prelungită de timp. 

### Anunţ
Swift a anunțat datele din SUA în septembrie 2019, iar apoi a anunțat datele internaționale la scurt timp după.  

## Anulare
În aprilie 2020, unele festivaluri au fost anulate din cauza pandemiei de COVID-19 . Apoi Taylor Swift a anunțat că va face turneul în 2021.  Pe 26 februarie 2021, Swift a anunțat că turneul a fost anulat complet.  
În 2022, Taylor Swift a pornit turneul Eras (2023–2024).  

## Concertele turneului
| Data (2019) | Oraș             | Țară         | Locul de desfășurare         |
| ----------- | ---------------- | ------------ | ---------------------------- |
| 20 iunie    | Werchter         | Belgia       | Werchter Boutique            |
| 24 iunie    | Berlin           | Germania     | The Waldbühne                |
| 26 iunie    | Oslo             | Norvegia     | Oslo Sommertid               |
| 28 iunie    | Pilton, Somerset | Regatul Unit | Festivalul de la Glastonbury |
| 1 iulie     | Roskilde         | Danemarca    | Festivalul Roskilde          |
| 3 iulie     | Gdynia           | Polonia      | Festivalul Open'er           |
| 5 iulie     | Nimes            | Franţa       | Festival de Nimes            |
| 8 iulie     | Madrid           | Spania       | Festivalul Mad Cool          |
| 9 iulie     | Lisabona         | Portugalia   | Nos Alive                    |
| 11 iulie    | Londra           | Regatul Unit | BST Hyde Park                |
| 18 iulie    | Sao Paulo        | Brazilia     | Allianz Parque               |
| 19 iulie    | Sao Paulo        | Brazilia     | Allianz Parque               |
| 25 iulie    | Los Angeles, CA  | SUA          | Lover Fest West              |
| 26 iulie    | Los Angeles, CA  | SUA          | Lover Fest West              |
| 31 iulie    | Foxborough, MA   | SUA          | Lover Fest East              |
| 1 august    | Foxborough, MA   | SUA          | Lover Fest East              |